# Elytroleptus limpianus
Elytroleptus limpianus is een keversoort uit de familie van de boktorren (Cerambycidae). De wetenschappelijke naam van de soort werd voor het eerst geldig gepubliceerd in 1982 door Skiles & Chemsak.